# Allobates myersi
Espèce
Synonymes
- Dendrobates myersi Pyburn, 1981
- Epipedobates myersi (Pyburn, 1981)
- Ameerega myersi (Pyburn, 1981)

Statut de conservation UICN

 LC  : Préoccupation mineure
Statut CITES
Allobates myersi est une espèce d'amphibiens de la famille des Aromobatidae.

## Répartition
Cette espèce est endémique de Colombie. Elle se rencontre vers 200 m d'altitude dans les départements d'Amazonas, de Vaupés et de Caquetá.
Sa présence au Pérou et au Brésil est incertaine.

## Étymologie
Cette espèce est nommée en l'honneur de Charles William Myers.

## Publication originale
- Pyburn, 1981 : A new poison-dart frog (Anura: Dendrobatidae) from the forest of southeastern Colombia. Proceedings of the Biological Society of Washington, vol. 94, no 1, p. 67-75 (texte intégral).